# 내스퍼스

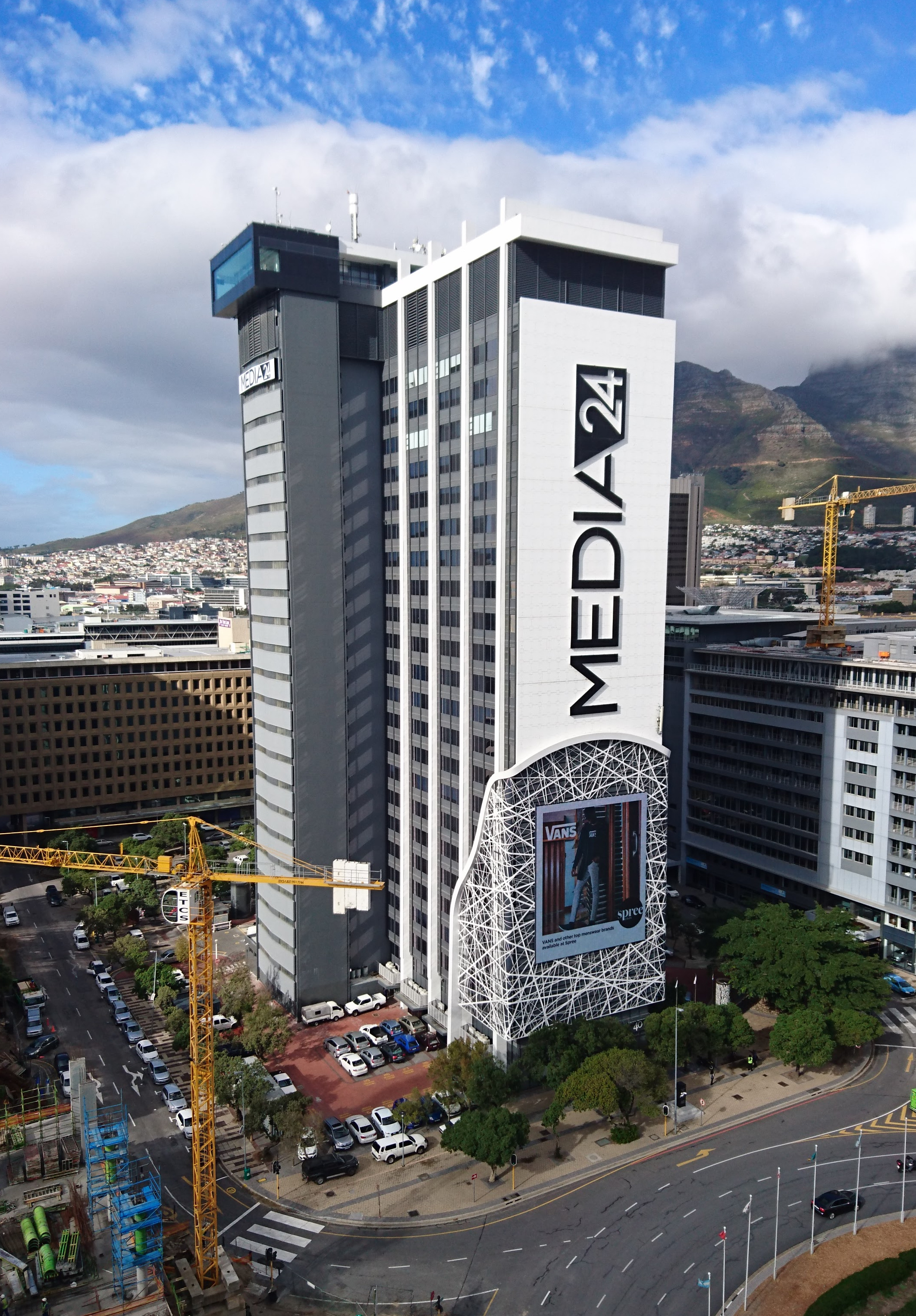

내스퍼스(영어: Naspers)는 남아프리카 공화국의 다국적 인터넷, 기술 및 멀티미디어전문 지주회사이다. 본사는 케이프타운에 있다.
1915년 De Nationale Pers Beperkt란 이름으로 설립되어, 1998년 현재의 사명을 변경하였다.

## 자회사 보유주식
- 인터넷 미디어 : Multiply, OLX, Alegro, Buscapé, PayU (PayU India 포함), Mobile, SimilarWeb, Avito
- TV 미디어 : MultiChoice, SuperSport, DStv, MNet, ShowMax
- 인터넷 제공자 : MWEB
- 인쇄 매체 : Media24, Grupo Abril (주식의 30%)